# Na odru
Na odru je album Godbenega društva Prosek (italijansko Complesso bandistico Prosek), ki je izšel v samozaložbi na glasbeni CD plošči leta 2009.

## O albumu
Album je izšel ob 105-letnici godbenega društva, vključuje pa posnetke v živo z različnih koncertov, revij in tekmovanj orkestra iz let 2002 do 2008.
Priložena mu je dvojezična knjižica s predstavitvijo delovanja orkestra.

## Seznam posnetkov
| CD              | CD | CD                  | CD              | CD      |
| Št.             | Naslov | Glasba              | Priredba        | Dolžina |
| --------------- | --- | ------------------- | --------------- | ------- |
| 1.              | „Zlatorog‟ (himna Godbenega društva Prosek)                                                                                               | V. Štrucl           |                 | 2:56    |
| 2.              | „MARTIN KRPAN: 3. Na bojišču‟ (27. tekmovanje slovenskih godb, Deskle, maj 2005)                                                          | E. Glavnik          | V. Mustajbašić  | 3:55    |
| 3.              | „Great Movie Marches‟ (28. božični koncert, Prosek, december 2006)                                                                        |                     | J. Moss         | 4:47    |
| 4.              | „PRIVŠEK POTPOURI: Snežna noč, Zimzelen, Silvestrski poljub, Nad mestom se dani, Mini-maksi‟ (30. božični koncert, Prosek, december 2008) | J. Privšek          |                 | 7:37    |
| 5.              | „Rhapsody from the Low Countries‟ (28. tekmovanje slovenskih godb, Laško, maj 2008)                                                       | H. van Lijnschooten |                 | 6:11    |
| 6.              | „El relicario‟ (14. revija kraških pihalnih godb, Sovodnje ob Soči, februar 2008)                                                         | J. Padilla          | R. Longfield    | 2:39    |
| 7.              | „V dolini tihi‟ (5. tekmovanje godb Furlanije – Julijske krajine, Bertiolo, maj 2002)                                                     | E. Glavnik          | V. Mustajbašić  | 5:08    |
| 8.              | „PUSZTA (Four Gipsy Dances): 1. Andante moderato‟ (28. tekmovanje slovenskih godb, Laško, maj 2008)                                       | J. Van der Roost    |                 | 2:39    |
| 9.              | „PUSZTA: 2. Tranquillo‟ |                     |                 | 2:36    |
| 10.             | „PUSZTA: 3. Allegro molto‟ |                     |                 | 2:12    |
| 11.             | „PUSZTA: 4. Marcato‟ |                     |                 | 4:06    |
| 12.             | „Georgia on my mind‟ (12. revija kraških pihalnih godb, Postojna, januar 2006)                                                            | H. Carmichael       | G. Gazzani      | 4:18    |
| 13.             | „The Bandwagon‟ (30. božični koncert, Prosek, december 2008)                                                                              | P. Sparke           |                 | 3:09    |
| Skupna dolžina: | Skupna dolžina: | Skupna dolžina:     | Skupna dolžina: | 54:46   |

## Sodelujoči

### Godbeno društvo Prosek / Complesso bandistico Prosek
- Slavko Luxa – dirigent pri posnetku 1
- Marino Ukmar – dirigent pri posnetkih 2, 3 in 12
- Aljoša Starc – dirigent pri posnetku 7
- Eva Jelenc – dirigentka pri posnetkih 4, 5, 6, 8 do 11 in 13
- Irene Gilotta – oboa
- Irina Perosa – pikolo
- Chiara Clai – flavta
- Mateja Milič – flavta
- Sara Bukavec – flavta
- Aljoša Blason – klarinet
- Diego Umari – klarinet
- Ketty Furlan – klarinet
- Marko Štoka – klarinet
- Ryan Starc – klarinet
- Vedran Guštin – klarinet
- Walter Danieli – klarinet
- Breda Businelli – altovski saksofon
- Marino Besednjak – altovski saksofon
- Slavko Luxa – tenorski saksofon
- Walter Rupel – tenorski saksofon
- Drago Ukmar – baritonski saksofon
- Stephanie Furlan – bas kitara
- Aljoša Berdon – trobenta
- Boris Benčič – trobenta
- Davorin Daneu – trobenta
- Denis Daneu – trobenta
- Martin Rebecchi – trobenta
- Miran Furlan – trobenta
- Stojan Klajič – trobenta
- Bruno Versa – rog
- Aleksander Gruden – evfonij
- Alexander Počkaj – evfonij
- Andrej Blason – evfonij
- Martin Lovrenčič – pozavna
- Maurizio Lovrenčič – pozavna
- Peter Starc – pozavna
- Viljem Lavrenčič – pozavna
- Ermanno Gonia – tuba
- Fulvio Lapel – tuba
- Marko Rupel – tuba
- Martin Rustja – tolkala
- Matija Kralj – tolkala

### Produkcija
- Aleksi Jercog – producent